# Десятилетие ООН, посвящённое пустыням и борьбе с опустыниванием
Десятилетие ООН, посвящённое пустыням и борьбе с опустыниванием, объявлено Генеральной Ассамблеей Организации Объединенных Наций и проходит в период с января 2010 года по декабрь 2020 года. Его цель — содействие проведению мероприятий по охране засушливых земель (резолюция 62/195 от 2007 года).
Кампания, проводимая в рамках Десятилетия, призвана содействовать реализации стратегии на 2008—2018 гг. по осуществлению Конвенции ООН по борьбе с опустыниванием. Генеральный секретарь ООН отчитается о ходе выполнения резолюции на 69-й сессии Генеральной Ассамблеи ООН.

## Цели и задачи Десятилетия
Согласно тексту резолюции 64/201 Генеральной Ассамблеи ООН, Десятилетие призвано повысить осведомленность населения о причинах деградации земель и опустынивания и способах преодоления этих явлений, мобилизовать помощь секретариату Конвенции для поддержки специальных инициатив.

## Координация
Ответственными за проведение мероприятий и кампаний в рамках Десятилетия стали:
- Департамент общественной информации (ДОИ)
- Международный фонд сельскохозяйственного развития (МФСР)
- Конвенция Организации Объединенных Наций по борьбе с опустыниванием в тех странах, которые испытывают серьезную засуху и/или опустынивание, особенно в Африке (КООНБО)
- Программа развития ООН (ПРООН)
- Программа ООН по окружающей среде (ЮНЕП)